# Madison County (Montana)
Madison County ist ein County im Bundesstaat Montana der Vereinigten Staaten. Der Sitz der Countyverwaltung (County Seat) befindet sich in Virginia City.

## Demografische Daten
Nach der Volkszählung im Jahr 2000 lebten im County 6.851 Menschen. Es gab 2.956 Haushalte und 1.921 Familien. Die Bevölkerungsdichte betrug 1 Einwohner pro Quadratkilometer. Ethnisch betrachtet setzte sich die Bevölkerung zusammen aus 97,02 % Weißen, 0,04 % Afroamerikanern, 0,53 % amerikanischen Ureinwohnern, 0,26 % Asiaten, 0,00 % Bewohnern aus dem pazifischen Inselraum und 0,76 % aus anderen ethnischen Gruppen; 1,39 % stammten von zwei oder mehr ethnischen Gruppen ab. 1,90 % der Bevölkerung waren spanischer oder lateinamerikanischer Abstammung.
Von den 2.956 Haushalten hatten 26,10 % Kinder und Jugendliche unter 18 Jahre, die bei ihnen lebten. 57,80 % waren verheiratete, zusammenlebende Paare, 4,40 % waren allein erziehende Mütter. 35,00 % waren keine Familien. 29,30 % waren Singlehaushalte und in 10,90 % lebten Menschen im Alter von 65 Jahren oder darüber. Die Durchschnittshaushaltsgröße betrug 2,29 und die durchschnittliche Familiengröße lag bei 2,85 Personen.
Auf das gesamte County bezogen setzte sich die Bevölkerung zusammen aus 22,90 % Einwohnern unter 18 Jahren, 4,90 % zwischen 18 und 24 Jahren, 25,00 % zwischen 25 und 44 Jahren, 30,10 % zwischen 45 und 64 Jahren und 17,20 % waren 65 Jahre alt oder darüber. Das Durchschnittsalter betrug 43 Jahre. Auf 100 weibliche Personen kamen 102,30 männliche Personen, auf 100 Frauen im Alter ab 18 Jahren kamen statistisch 103,90 Männer.
Das jährliche Durchschnittseinkommen eines Haushalts betrug 30.233 USD, das Durchschnittseinkommen der Familien betrug 35.536 USD. Männer hatten ein Durchschnittseinkommen von 26.606 USD, Frauen 17.917 USD. Das Prokopfeinkommen betrug 16.944 USD. 12,10 % der Bevölkerung und 10,20 % der Familien lebten unterhalb der Armutsgrenze. 14,20 % davon waren unter 18 Jahre und 9,30 % waren 65 Jahre oder älter.

## Geschichte
Ein Ort im County hat den Status einer National Historic Landmark, der Virginia City Historic District. 17 Bauwerke und Stätten des Countys sind im National Register of Historic Places eingetragen (Stand 8. Februar 2018).

## Orte im Madison County
Towns
| - Ennis - Sheridan - Twin Bridges - Virginia City |

Census-designated places (CDP)
| - Alder - Big Sky1 - Harrison - Pony |

Unincorporated Communitys
| - Cameron - Jeffers - Junction - Laurin - Mammoth - McAllister - Nevada City | - Norris - Red Bluff - Rochester - Ruby - Silver Star - Sterling - Summit |

1 – teilweise im Gallatin County